# Possédée
Pour les articles homonymes, voir Les Possédés (homonymie).
Pour plus de détails, voir Fiche technique et Distribution.
Possédée ou La Possession au Québec (The Possession) est un film d'horreur américano-canadien réalisé par Ole Bornedal et sorti en 2012.
Kyra Sedgwick et Jeffrey Dean Morgan incarnent le couple Clyde et Stephanie Brenek. Ils ne voient pas de raison de s’inquiéter lorsque leur fille cadette, Emily, devient étrangement obsédée par un petit coffre en bois acheté lors d’un vide grenier. Mais rapidement, son comportement devient de plus en plus agressif et le père suspecte la présence d’une force malveillante autour de lui. Il découvre alors que la boîte fut créée afin de contenir un Dibbouk, un esprit qui habite et dévore finalement son hôte humain.

## Synopsis
Clyde et Stephanie Brenek viennent de divorcer et vivent chacun dans sa propre maison. Après que Clyde eut récupéré leurs deux enfants, Emily et Hannah pour le week-end, ils s'arrêtent à un vide-grenier, où Emily est intriguée par une vieille boîte en bois sur laquelle sont gravées des lettres hébraïques. Clyde achète la boîte pour Emily, et ils découvrent plus tard qu'il n'y a aucun moyen de l'ouvrir. Cette nuit-là, Emily entend des chuchotements venant de la boîte. Elle est capable de l'ouvrir et y trouve une dent, un papillon mort, une figurine en bois et une bague, qu'elle commence à porter. Emily devient solitaire, et son comportement devient de plus en plus agressif : elle plante une fourchette dans la main de son père pendant le petit déjeuner, alors que celui-ci lui fait la réflexion de manger proprement et moins vite. Cette nuit-là, la maison, en particulier la chambre d'Emily, est infestée de papillons.
À l'école, Emily s'en prend violemment à un camarade de classe lorsqu'il lui vole sa boîte, ce qui entraîne une confrontation avec Clyde, Stephanie, la Principale et l'enseignant. Le professeur d'Emily lui recommande de passer du temps sans sa boîte, de sorte qu'elle reste dans la classe. Cette nuit-là, de curieux bruits mystérieux se font entendre de la boîte. Le professeur essaie de l'ouvrir, mais une force malveillante, le Dibbouk, l'assassine en le défenestrant violemment. Emily parle à son père de son amie invisible, qui vit dans la boîte, et lui dit que son amie trouve qu'Emily est "spéciale". Alarmé par son comportement et les dires étranges de sa fille, Clyde se débarrasse de la boîte dans la semaine. Lors du week-end suivant chez Clyde, Emily s'énerve contre son père à cause de la disparition de la boîte. Elle commence à lui hurler dessus et à l'insulter dans le couloir, et Hannah est choquée du comportement de sa sœur. Le Dibbouk semble gifler Emily. Elle commence à crier sur son amie invisible, lui demandant pourquoi elle la frappe : du point de vue d'Hannah, il semble que ce soit son père qui la frappe. Emily s'enfuit de la maison, erre dans les rues, en chemise de nuit et pieds nus, retrouve la boîte dans une décharge, et le Dibbouk commence à communiquer avec elle dans une langue étrangère.
Clyde apporte la boîte à un professeur d'université qui lui dit que c'est une boîte à Dibbouk, qui remonte aux années 1920 : la boîte était utilisée pour y contenir un Dibbouk, un esprit disloqué aussi puissant qu'un Diable. Clyde entre dans la chambre d'Emily et lit le Psaume 91 de la Bible Hébraïque, mais une force sombre et invisible jette le livre à travers la pièce. Clyde se rend ensuite dans une communauté hassidique de Brooklyn et apprend d'un prêtre Juif, nommé Tzadok qui signifie "Sage", que la possession a trois étapes principales : dans la troisième étape, le Dibbouk possède son hôte humain, ne formant qu'une seule et même entité avec lui. La seule façon de vaincre le Dibbouk est de l'enfermer à l'intérieur de la boîte via un rituel forcé. Après un examen plus approfondi sur la boîte, Tzadok apprend que le nom du Dibbouk est "Abyzou ", surnommé le "Preneur d'enfants".
Emily a une crise et est emmenée d'urgence à l'hôpital pour une IRM. Stephanie et Hannah sont horrifiées quand elles voient le visage du Dibbouk dans les images de l'IRM, à côté du cœur d'Emily. Clyde et Tzadok rejoignent la famille à l'hôpital et tentent de pratiquer un exorcisme. Emily est conduite dans une pièce qui possède une baignoire remplie d'eau et une civière pour maintenir Emily pendant l'exorcisme. Pendant l'exorcisme, Emily / Abyzou attaque Tzadok. Clyde le rattrape et Emily / Abyzou s'enfuit de la pièce. Clyde la suit et la retrouve à la morgue, où les lumières sont éteintes. Alors qu'il s'approche d'elle, elle commence à l'attaquer. Clyde survit à l'attaque, mais le Dibbouk s'échappe du corps d'Emily pour le posséder lui. Tzadok pratique un nouvel exorcisme, réussi cette fois : Abyzou s'échappe du corps de Clyde et retourne dans la boîte. La famille Brenek est réunie et l'amour de Clyde et Stephanie ravivé. Tzadok s'en va de l'hôpital avec la boîte, dans le véhicule de Clyde. La voiture est heurtée par un camion, le tuant sur le coup. La boîte atterrit en toute sécurité à une certaine distance de l'épave, et le chuchotement d'Abyzou se fait entendre, de la même manière que celui entendu au début du film.

## Fiche technique
- Titre original : The Possession
- Titre français : Possédée
- Titre québécois : La Possession
- Réalisation : Ole Bornedal
- Scénario : Juliet Snowden et Stiles White
- Musique : Anton Sanko
- Direction artistique : Rachel O'Toole
- Décors : Nigel Evans
- Costumes : Carla Hetland
- Photographie : Dan Laustsen
- Son : Jussi Tegelman
- Montage : Eric L. Beason
- Production : Sam Raimi, Robert G. Tapert et J. R. Young
- Sociétés de production : Ghost House Pictures et North Box Productions
- Sociétés de distribution : Lionsgate (États-Unis), Metropolitan FilmExport (France)
- Pays de production :  États-Unis,  Canada
- Langue originale : anglais
- Format : couleur - 35 mm - 2,35:1 - Dolby numérique
- Genre : horreur, fantastique
- Durée : 92 minutes
- Dates de sortie :
  - Canada, États-Unis : 31 août 2012
  - Belgique, France : 26 décembre 2012
- Classification :
  - France : Interdit aux moins de 12 ans lors de sa sortie en salles et en vidéo

## Distribution
- Jeffrey Dean Morgan (VF : Lionel Tua ; VQ : Benoit Rousseau) : Clyde Brenek
- Kyra Sedgwick (VF : Déborah Perret ; VQ : Hélène Mondoux) : Stephanie Brenek
- Natasha Calis (VF : Lisa Caruso ; VQ : Ludivine Reding) : Emily Brenek
- Madison Davenport (VQ : Gabrielle Thouin) : Hannah Brenek
- Grant Show (VF : Thierry Ragueneau ; VQ : Yves Soutière) : Brett
- Jay Brazeau (VF : Jean-Loup Horwitz ; VQ : Mario Desmarais) : le Professeur McMannis
- Matisyahu (VF : Raphaël Cohen ; VQ : Philippe Martin) : Tzadok
- David Hovan (VF : Jean Lescot) : Adan
- Greg Rogers (VF : Serge Blumenthal) : Dr Walterson
- Rob LaBelle (VF : Sam Salhi) : Russell
- Marilyn Norry (VF : Marie Gamory) : la principale

Sources et légendes : Version française (VF) sur AlloDoublage et RS Doublage ; Version québécoise (VQ) sur Doublage.qc.ca 

## Production
Si l'action du film se déroule dans une ville américaine, les scènes ont été entièrement tournées à Vancouver, au Canada.